# Liste der Hospize in Oberösterreich
Die Liste der Hospize in Oberösterreich ist alphabetisch nach Gemeinde sortiert. Sie umfasst alle stationären Hospize, Palliativstationen und Heime mit Hospizkultur im österreichischen Bundesland Oberösterreich. Der Landesverband Hospiz Oberösterreich ist die Koordinations- und Anlaufstelle für alle Fragen zum Thema Hospiz und Palliative Care in Oberösterreich.

## Liste
| Name                                         | Gemeinde         | Adresse Geokoordinaten    | Träger                                                                   | Typ                | Foto                                  |
| -------------------------------------------- | ---------------- | ------------------------- | ------------------------------------------------------------------------ | ------------------ | ------------------------------------- |
| Sankt Barbara Hospiz                         | Linz             | Fadinger Straße 1         | St. Barbara Hospiz GmbH                                                  | Stationäres Hospiz |                                       |
| Ordensklinikum Barmherzige Schwestern        | Linz             | Seilerstätte 4            | Ordensklinikum Linz GmbH Barmherzige Schwestern                          | Palliativstation   | Ordensklinikum Barmherzige Schwestern |
| Ordensklinikum Elisabethinen                 | Linz             | Fadinger Straße 1         | Ordensklinikum Linz GmbH Elisabethinen                                   | Palliativstation   |                                       |
| Kepler Universitätsklinikum Med Campus III   | Linz             | Krankenhausstraße 9       | Kepler Universitätsklinikum GmbH                                         | Palliativstation   |                                       |
| Salzkammergut Klinikum Vöcklabruck           | Vöcklabruck      | Dr.-Wilhelm-Bock-Straße 1 | Oberösterreichische Gesundheitsholding GmbH                              | Palliativstation   |                                       |
| Klinikum Wels Grieskirchen                   | Wels             | Grieskirchner Straße 42   | Klinikum Wels-Grieskirchen GmbH                                          | Palliativstation   |                                       |
| Krankenhaus St. Josef Braunau                | Braunau          | Ringstraße 60             | A.ö. Krankenhaus St. Josef Braunau GmbH                                  | Palliativstation   |                                       |
| Landeskrankenhaus Rohrbach                   | Rohrbach-Berg    | Krankenhausstraße 1       | Oberösterreichische Gesundheitsholding GmbH                              | Palliativstation   | LKH Rohrbach                          |
| Krankenhaus der Barmherzigen Schwestern Ried | Ried im Innkreis | Schlossberg 1             | Krankenhaus der Barmherzigen Schwestern Ried Betriebsgesellschaft m.b.H. | Palliativstation   |                                       |
| Landeskrankenhaus Steyr                      | Steyr            | Sierninger Straße 170     | Oberösterreichische Gesundheitsholding GmbH                              | Palliativstation   | LKH Steyr                             |